# Ein bißchen Frieden
Ein bißchen Frieden è un singolo della cantante tedesca Nicole, pubblicato nel 1982.
Ha rappresentato la Germania Ovest all'Eurovision Song Contest 1982, vincendo la ventisettesima edizione del festival con 161 punti e guadagnando la prima vittoria della nazione europea al festival musicale.

## Classifiche
| Classifica (1982) | Posizione massima |
| ----------------- | ----------------- |
| Austria           | 1                 |
| Belgio (Fiandre)  | 1                 |
| Germania Ovest    | 1                 |
| Norvegia          | 1                 |
| Regno Unito       | 1                 |
| Svezia            | 1                 |
| Svizzera          | 1                 |